# Goldene Division
Die Goldene Division war eine Spezialeinheit innerhalb der Republikanischen Garde unter dem Regime Saddam Husseins. Sie entstand aus der Vereinigung der Einheiten des Palastschutzes, einer Schutztruppe für die Regierungsgebäude und einigen ausgewählten und besonders qualifizierten Truppenteilen der irakischen Armee. Sie galt als besonders loyale Einheit, ihre Loyalität wurde hauptsächlich durch üppige materielle „Zuwendungen“ gesichert, sie war für brutale Niederschlagungen von Aufständen verantwortlich.